# Фінал кубка Англії з футболу 1983
Фінал кубка Англії з футболу 1983 — 102-й фінал найстарішого футбольного кубка у світі. Учасниками фіналу були команди «Брайтон енд Гоув Альбіон» і «Манчестер Юнайтед».
Фаворитом фіналу вважався «Манчестер Юнайтед», який того сезону здобув бронзові нагороди англійської першості і на той час вже був чотириразовим волотарем Кубка. Натомість для «Брайтон енд Гоув Альбіон» це був перший в історії клубу фінал кубкового змагання, а його команда того сезону втратила місце у Першому дивізіоні.
Фінальна гра, проведена 21 травня 1983 року, завершилася з нічийним рахунком 2:2, причому ближчим до перемоги був «Брайтон енд Гоув Альбіон», автор одного з голів якого Гордон Сміт міг наприкінці гри відзначитись удруге, проте його удар був відбитий воротарем «Юнайтед» Гарі Бейлі.
Відповідно до регламенту змагання за п'ять днів було проведене перегравання, в якому «Манчестер Юнайтед» не залишив шансів суперникам, здобувши перемогу 4:0 і виборовши таким чином свій п'ятий титул володарів Кубка Англії.

## Шлях до фіналу
| «Брайтон енд Гоув Альбіон» | «Брайтон енд Гоув Альбіон» | «Брайтон енд Гоув Альбіон»              | Раунд           | «Манчестер Юнайтед» | «Манчестер Юнайтед» | «Манчестер Юнайтед»      |
| -------------------------- | -------------------------- | --------------------------------------- | --------------- | ------------------- | ------------------- | ------------------------ |
| Суперник                   | Результат                  | Матчі                                   |                 | Суперник            | Результат           | Матчі                    |
| «Ньюкасл Юнайтед»          | 2-1                        | 1—1 вдома, 1-0 на виїзді (перегравання) | Третій раунд    | «Вест Гем Юнайтед»  | 2-0                 | 2-0 вдома                |
| «Манчестер Сіті»           | 4–0                        | 4–0 вдома                               | Четвертий раунд | «Лутон Таун»        | 2–0                 | 2–0 на виїзді            |
| «Ліверпуль»                | 2–1                        | 2-1 на виїзді                           | П'ятий раунд    | «Дербі Каунті»      | 1–0                 | 1–0 на виїзді            |
| «Норвіч Сіті»              | 1–0                        | 1-0 вдома                               | Шостий раунд    | «Евертон»           | 1–0                 | 1–0 на виїзді            |
| «Шеффілд Венсдей»          | 2–1                        | 2–1 на нейтральному полі                | 1/2 фіналу      | «Арсенал»           | 2–1                 | 2–1 на нейтральному полі |

## Матч
| 21 травня 1983 |

| Брайтон енд Гоув Альбіон | 2–2      | Манчестер Юнайтед        |
| ------------------------ | -------- | ------------------------ |
| Сміт 14' Стівенс 87'     | Протокол | Степлтон 55' Вілкінс 72' |

| Вемблі, Лондон Глядачів: 99,059 Арбітр: Альф Грей |

| Брайтон енд Гоув Альбіон | Манчестер Юнайтед |

| ВР               | 1  | Грем Моузлі     |
| ЗХ               | 2  | Кріс Рамзі      |
| ЗХ               | 6  | Гері Стівенс    |
| ЗХ               | 5  | Стів Гаттінг    |
| ЗХ               | 3  | Грем Пірс       |
| ПЗ               | 8  | Нарі Гаулетт    |
| ПЗ               | 4  | Тоні Гріліш (к) |
| ПЗ               | 7  | Джиммі Кейс     |
| ПЗ               | 11 | Ніл Сміллі      |
| НП               | 9  | Майкл Робінсон  |
| НП               | 10 | Гордон Сміт     |
| Запасні:         |    |                 |
| ПЗ               | 12 | Геррі Раян      |
| Головний тренер: |    |                 |
| Джиммі Мелья     |    |                 |

| ВР               | 1  | Гарі Бейлі       |
| ЗХ               | 2  | Майк Даксбері    |
| ЗХ               | 5  | Кевін Моран      |
| ЗХ               | 6  | Гордон Макквін   |
| ЗХ               | 3  | Артур Олбістон   |
| ПЗ               | 8  | Арнольд Мюрен    |
| ПЗ               | 4  | Рей Вілкінс      |
| ПЗ               | 7  | Браян Робсон (к) |
| ПЗ               | 11 | Алан Девіс       |
| НП               | 9  | Френк Степлтон   |
| НП               | 10 | Норман Вайтсайд  |
| Запасні:         |    |                  |
| ПЗ               | 12 | Ешлі Граймс      |
| Головний тренер: |    |                  |
| Рон Аткінсон     |    |                  |

## Перегравання
| 26 травня 1983 |

| Брайтон енд Гоув Альбіон | 0–4 | Манчестер Юнайтед                             |
| ------------------------ | --- | --------------------------------------------- |
|                          |     | Робсон 25', 44' Вайтсайд 30' Мюрен 62' (пен.) |

| Вемблі, Лондон Глядачів: 91,534 Арбітр: Альф Грей |

| Брайтон енд Гоув Альбіон | Манчестер Юнайтед |

| ВР               | 1  | Грем Моузлі     |
| ЗХ               | 6  | Гері Стівенс    |
| ЗХ               | 2  | Стів Гаттінг    |
| ЗХ               | 5  | Стів Фостер (к) |
| ЗХ               | 3  | Грем Пірс       |
| ПЗ               | 8  | Гарі Гаулетт    |
| ПЗ               | 4  | Тоні Гріліш     |
| ПЗ               | 7  | Джиммі Кейс     |
| ПЗ               | 11 | Ніл Сміллі      |
| НП               | 9  | Майкл Робінсон  |
| НП               | 10 | Гордон Сміт     |
| Запасні:         |    |                 |
| ПЗ               | 12 | Геррі Раян      |
| Головний тренер: |    |                 |
| Джиммі Мелья     |    |                 |

|                  |    |                  |  |
|                  |    |                  |  |
| ВР               | 1  | Гарі Бейлі       |  |
| ЗХ               | 2  | Майк Даксбері    |  |
| ЗХ               | 5  | Кевін Моран      |  |
| ЗХ               | 6  | Гордон Макквін   |  |
| ЗХ               | 3  | Артур Олбістон   |  |
| ПЗ               | 8  | Арнольд Мюрен    |  |
| ПЗ               | 4  | Рей Вілкінс      |  |
| ПЗ               | 7  | Браян Робсон (к) |  |
| ПЗ               | 11 | Алан Девіс       |  |
| НП               | 9  | Френк Степлтон   |  |
| НП               | 10 | Норман Вайтсайд  |  |
| Запасні:         |    |                  |  |
| ПЗ               | 12 | Ешлі Граймс      |  |
| Головний тренер: |    |                  |  |
| Рон Аткінсон     |    |                  |  |